# Oghenekaro Etebo
Oghenekaro Peter Etebo (* 9. November 1995 in Lagos) ist ein nigerianischer Fußballspieler. Seit Beginn der Saison 2022/23 steht der Mittelfeldspieler bei Aris Thessaloniki unter Vertrag.

## Vereinskarriere

### Karrierebeginn in Nigeria
Oghenekaro Etebo wurde am 9. November 1995 in Lagos, der größten Stadt Nigerias, geboren und spielte in seiner Jugend unter anderem für den für seine Nachwuchsabteilung bekannten Lord Honour FC, einem ehemaligen Erstligisten, der früher unter dem Namen Mowoe Babes bekannt war. Im Jahre 2012 schloss er sich den Warri Wolves mit Spielbetrieb in der Nigeria Professional Football League an. Das erste Spieljahr noch im vereinseigenen Nachwuchs aktiv, schaffte der 17-Jährige im Spieljahr 2013 den Sprung in den Profikader. Nachdem er den Saisonstart aufgrund seiner schulischen Verpflichtungen versäumte, debütierte er am 14. April 2013 bei einem 4:0-Sieg über die El-Kanemi Warriors, wobei ihm durch Treffer in der 4., 9. und 37. Spielminute ein Hattrick gelang. Dem folgte unter anderem im gleichen Spieljahr der schnellste Hattrick der Saison, als er bei einem 3:1-Sieg über die Wikki Tourists alle drei Treffer seines Teams binnen 22 Minuten erzielte. Mit 13 Treffern im Spieljahr 2013 war er der beste Torschütze der Warri Wolves. Seine Offensivleistungen bescherten ihm in weiterer Folge die Wahl ins Team of the Season der NPFL 2012/13.
Die Saison beendete der Klub in der sehr dicht gestaffelten Endtabelle auf dem siebenten Rang. Da die Mannschaft im nigerianischen Fußballpokal 2013 das Finale erreichte und dort erst im Elfmeterschießen dem Ligakonkurrenten FC Enyimba unterlag, qualifizierte sich das Team durch diesen Finalplatz für den CAF Confederation Cup 2014. Daraufhin schied das Team bereits frühzeitig in der zweiten Qualifikationsrunde gegen den CA Bizertin aus Tunesien, nachdem man in Runde 1 die Union Douala aus Kamerun knapp mit einem Gesamtscore von 4:3 bezwang. Beim 3:2-Erfolg im Hinspiel am 1. März 2014 steuerte Etebo seinen ersten internationalen Pflichtspieltreffer im Klubfußball bei. Durch seine dortigen Leistungen wurden andere Klubs des afrikanischen Kontinents auf den jungen Offensivakteur aufmerksam, wobei er besonders vom al Zamalek SC, vom Ismaily SC, Espérance Tunis und zwei weiteren tunesischen Vereinen umworben wurde. Im Mai 2014 erfolgte ein Probetraining beim italienischen Erstligisten Udinese Calcio; zu einem Vereinswechsel Etebos kam es daraufhin jedoch nicht.
In weiterer Folge agierte Etebo nicht nur als Stammspieler, sondern auch als Torjäger der Wölfe, wobei er abwechselnd im Angriff bzw. im offensiven Mittelfeld zum Einsatz kam. In der abermals sehr dicht gestaffelten Endtabelle der Nigeria Professional Football League 2014 rangierten die Warri Wolves auf dem dritten Tabellenplatz mit drei Punkten Rückstand auf den Vizemeister und Pokalsieger FC Enyimba und vier Punkten Rückstand auf den Meister Kano Pillars. Durch diese Platzierung qualifizierte sich der Offensivakteur mit seiner Mannschaft für den CAF Confederation Cup 2015, in dem die Wolves nach Siegen über den Racing Club Bobo-Dioulasso aus Burkina Faso in der Vorrunde, den Dedebit FC aus Äthiopien in der ersten Runde und den FC MK Etanchéité aus der Demokratischen Republik Kongo in der zweiten Runde der Qualifikation in den Play-offs knapp gegen den AC Léopards aus der Republik Kongo unterlagen und sich somit nicht für die nachfolgende Gruppenphase qualifizieren konnten. Nach einer abermals erfolgreichen Spielzeit 2015 beendete der Klub aus Warri die Saison mit vier Punkten Rückstand auf den Meister FC Enyimba auf dem zweiten Tabellenplatz und sicherte sich so einen Startplatz für die CAF Champions League 2016. Für einen Treffer gegen Bayelsa United wurde er im Spieljahr 2015 mit dem Glo Premier League Wonder Goal Award ausgezeichnet. Am 7. Januar 2016 wurde er bei den CAF Awards in Abuja als Most Promising Talent of the Year ausgezeichnet. In drei Spielzeiten für die Wölfe hatte er in 64 Partien 23 Tore erzielt.

### Wechsel nach Portugal
Nachdem er von diversen Vereinen umworben wurde, wechselte er im Frühjahr 2016 in die zweithöchste portugiesische Fußballliga zum CD Feirense, bei dem er einen Zweieinhalbjahresvertrag unterfertigte und bei dem er am 24. April 2016 bei einem 3:1-Heimsieg über die UD Oliveirense von Beginn an und über die vollen 90 Minuten zum Einsatz kam, sowie in der 29. Spielminute die Vorarbeit zu Mikas 2:0-Führungstreffer leistete. Bereits im darauffolgenden Spiel unter Trainer José Mota, einem 5:0-Auswärtssieg über den Académico de Viseu FC kam der Nigerianer erstmals zum Torerfolg und war daraufhin auch noch in den beiden letzten Spielen der Saison im Einsatz, wobei ihm eine weitere Torvorlage gelang. Durch seine Leistungen verhalf er seiner Mannschaft, die die Saison in der Endtabelle auf dem 3. Platz belegte, zum Aufstieg in die Primeira Liga. In dieser wurde er in der Spielzeit 2016/17 von José Mota und dessen Nachfolger Nuno Manta Santos, der zum Jahresende hin das Traineramt übernahm, in 23 von 34 möglich gewesenen Ligapartien eingesetzt. Die Offensivstärke und Torgefährlichkeit des Nigerianers ließ auch deutlich nach, wobei er lediglich zwei Tore und drei Assists beisteuerte. Vor allem am Anfang der Saison fiel Etebo unter anderem wegen leichter Blessuren und Einsätzen in der Nationalmannschaft aus und fand erst Ende Oktober den Durchbruch in der Mannschaft. Auch zwischen Januar und Februar gehörte er dem Profikader über einen Zeitraum von mehreren Wochen nicht an, kehrte aber bald darauf wieder zurück in das Team, in dem er abwechselnd als Linksaußen und im offensiven Mittelfeld eingesetzt wurde. Im Endklassement rangierte der CD Feirense auf dem achten Tabellenplatz und hatte nur zwei Punkte auf den Sechstplatzierten, der sich noch für einen europäischen Pokalwettbewerb qualifizierte. In der Taça da Liga 2016/17, in der es Etebo auf drei Einsätze und ein Tor brachte, schied er mit seinem Team in der Gruppenphase aus. In der Taça de Portugal 2016/17, in der Etebo bei zwei Einsätzen ebenfalls einen Treffer beisteuerte, ereilte dem Klub in der vierten Runde ebenfalls ein baldiges Aus.
2017/18 startete er für Feirense als Mittelstürmer und wurde im weiteren Saisonverlauf auf diversen Offensivpositionen eingesetzt. Am torgefährlichsten agierte er jedoch weiterhin auf seiner angestammten Position als Linksaußen und konnte bis Ende Januar 2018 in 18 von 20 möglichen Meisterschaftsspielen auflaufen. Dabei spielte er in jedem Spiel über die vollen 90 Minuten durch und kam auf vier Tore und eine Torvorlage. In den Jahren 2017 und 2018 wurde Etebo von zahlreichen europäischen Topklubs umworben; darunter waren unter anderem der FC Porto, Leicester City, Fenerbahçe Istanbul, Stade Rennes, Manchester United oder der FC Arsenal. Vorerst willigte der CD Feirense einem leihweisen Wechsel zum UD Las Palmas ein; der Transfer wurde am 31. Januar 2018 bestätigt. Bei den Spaniern mit Spielbetrieb in der Primera División kam er für die nachfolgenden sechs Monate unter, wobei am Ende dieser Zeit auch eine Kaufoption bestand. Paco Jémez, der Trainer des Klubs von den Kanarischen Inseln, setzte den Nigerianer in 14 der letzten 17 Meisterschaftsspiele ein; drei Partien versäumte Etebo aufgrund diverser kleinere Blessuren. Im Gegensatz zu den Positionen, die er in Portugal spielte, kam er in Spanien ausschließlich im offensiven bzw. zentralen Mittelfeld zum Einsatz. Etebo selbst blieb bei all diesen Spielen torlos und steuerte lediglich eine Torvorlage bei; den Abstieg der Kanaren, die während seinem dortigen Engagement lediglich einen Sieg davontrugen, konnte auch der junge Offensivakteur nicht verhindern. Nachdem die Kaufoption in weiterer Folge nicht gezogen wurde, bekamen die Konkurrenten wieder die Chance den jungen Nigerianer unter Vertrag zu nehmen.

### Für über 7 Millionen Euro nach England
Wenige Tage bevor Etebo mit seinem Heimatland in die Fußball-Weltmeisterschaft 2018 startete, unterzeichnete er am 11. Juni 2018 einen Fünfjahresvertrag beim Premier-League-Absteiger Stoke City mit Spielbetrieb in der Football League Championship; die kolportierte Ablösesumme betrug 6,35 Millionen Pfund (umgerechnet rund 7,2 Millionen Euro). Damit war er gleichzeitig auch die erste Neuverpflichtung des neuen Trainers Gary Rowett, der erst seit 22. Mai 2018 das Traineramt von Stoke City innehat. Von dort wurde ab Januar 2020 mehrfach ausgeliehen, zunächst für den Rest der Saison 2019/20 an den FC Getafe in Spanien, in der anschließenden Spielzeit in die Türkei zu Galatasaray Istanbul sowie für die Saison 2021/22 an den Erstligaaufsteiger FC Watford.

## Nationalmannschaftskarriere

### Debüt für das A-Nationalteam
Sein internationales Debüt für sein Heimatland gab Etebo am 27. Juli 2013, als er Nigeria anlässlich der Qualifikation zur Afrikanischen Nationenmeisterschaft 2014 bei einer 0:2-Niederlage gegen die Elfenbeinküste in Abidjan vertrat. Anderen Berichten zufolge soll er auch bereits im Hinspiel am 6. Juli als Ersatzspieler zum Einsatz gekommen sein. Nach einem weiteren Einsatz in einem freundschaftlichen Länderspiel gegen Jordanien im Oktober 2013, dauerte es in weiterer Folge rund zweieinhalb Jahre, ehe Etebo wieder den Weg in den Nationalkader schaffte.

### Erfolge mit dem U-23-(Olympia-)Team
In der Zwischenzeit konnte er jedoch als U-23-Teamspieler auf sich aufmerksam machen und erzielte in mindestens 19 Länderspielen in den Jahren 2015 und 2016 elf Tore. Während dieser Zeit half er seinem Heimatland unter anderem zum dritten Platz bei der Afrikaspielen 2015 und zum Titel beim U-23-Afrika-Cup 2015, bei dem er mit fünf Treffern auch noch der beste Torschütze des Turniers wurde. Mit einem Doppelpack beim 2:1-Finalsieg über Algerien war er auch maßgeblich für den Titelgewinn seines Heimatlandes verantwortlich. Als Sieger des Turniers qualifizierte sich Nigeria mit den zweitplatzierten Algeriern und den drittplatzierten Südafrikanern für das Fußballturnier der Olympischen Sommerspiele 2016 in Brasilien. Anschließend wurde er von Nationaltrainer Samson Siasia in den provisorischen 35-Mann-Kader für die Olympischen Spiele geholt und war auch im abschließenden 18-Mann-Aufgebot vertreten. Nach einem turbulenten Weg der Nigerianer zum olympischen Fußballturnier und diversen Kontroversen konnte Etebo sich bereits im ersten Gruppenspiel gegen Japan als äußerst torgefährlich präsentieren. Beim 5:4-Sieg seiner Mannschaft erzielte er vier Treffer und zog am Ende der Gruppenphase mit dem Team als Erster der Gruppe B ins Viertelfinale ein. Nachdem sich der 1,74 m große Offensivspieler jedoch im dritten Gruppenspiel verletzt hatte, spielte er im weiteren Turnierverlauf nur mehr eine untergeordnete Rolle. Die Nigerianer kamen nach einem Sieg über Dänemark im Viertelfinale bis ins Halbfinale und unterlagen in diesem den Deutschen im Elfmeterschießen. Beim Spiel um Platz 3 sicherte sich Nigeria mit einem 3:2-Sieg über Honduras die Bronzemedaille.

### Rückkehr in den Nationalkader

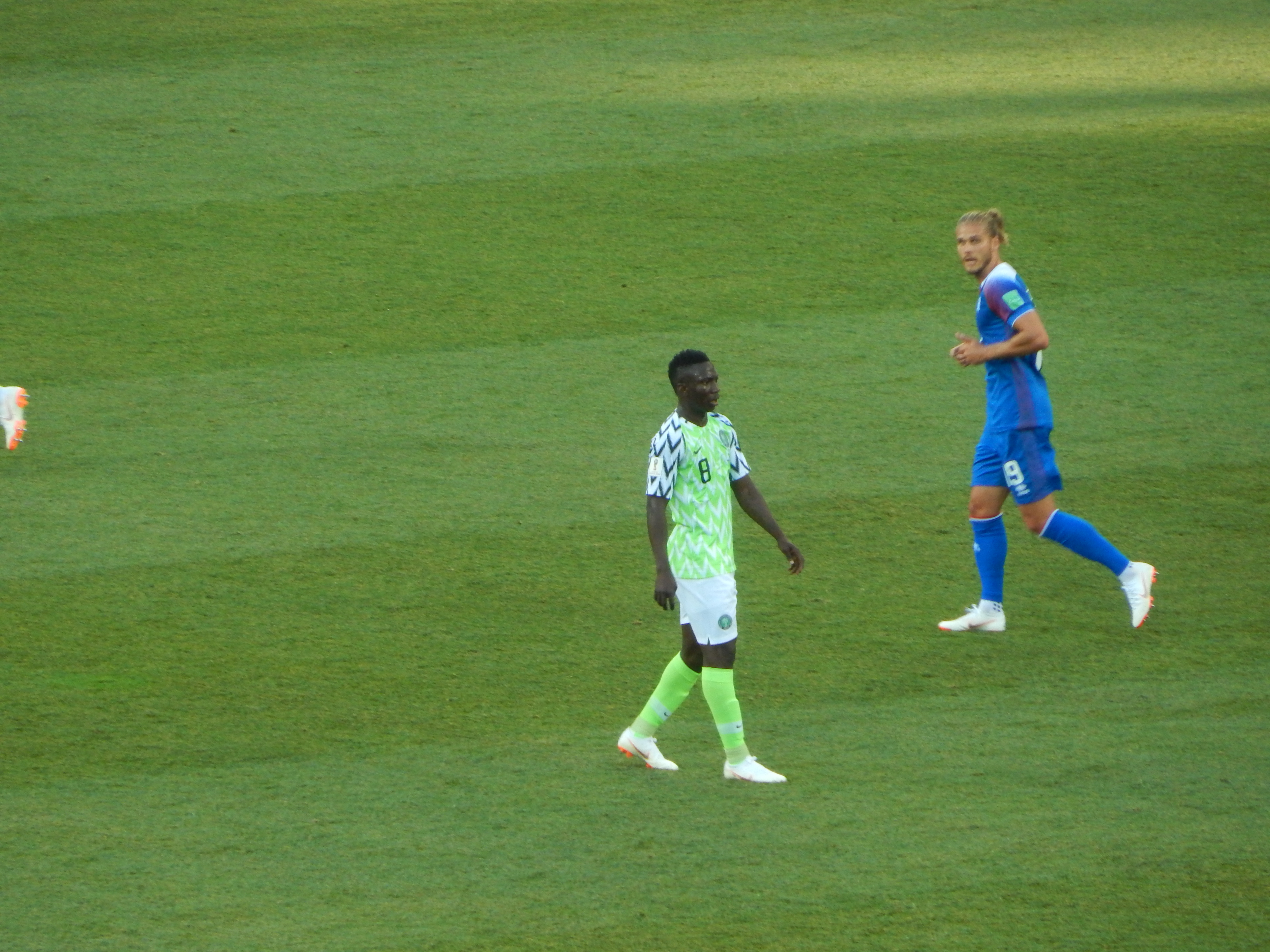
Oghenekaro Etebo (grün) bei der WM 2018

Wie bereits angemerkt, dauerte es seit seinem letzten A-Länderspieleinsatz rund eineinhalb Jahre. Im März 2016 kehrte er anlässlich der Qualifikation zum Afrika-Cup 2017 wieder zurück in die Nationalelf seines Heimatlandes und absolvierte für diese zwei Gruppenspiele gegen Ägypten. Nach einem Freundschaftsspieleinsatz gegen Mali im Mai dauerte es abermals ein knappes halbes Jahr, ehe Etobo wieder für die Nationalmannschaft berücksichtigt wurde. Nigeria war an der Qualifikation zum Afrika-Cup 2017 gescheitert und der Portugal-Legionär nahm mit dem Land an der Qualifikation zur WM 2018 in einer Begegnung mit Algerien teil. Im März 2017 absolvierte er ein weiteres Freundschaftsspiel gegen Senegal und kam im restlichen Jahr noch in einem Qualifikationsspiel zum Afrika-Cup 2019 und in zwei Qualispielen zur WM 2018 zum Einsatz. 2018 bestritt er mit Nigeria die Vorbereitung auf die Weltmeisterschaft 2018, für die sich die Afrikaner als Sieger ihrer Gruppe qualifiziert hatten, und war dabei in den Begegnungen gegen die Demokratische Republik Kongo und England auf dem Spielfeld. Nationaltrainer Gernot Rohr listete Etebo Anfang Juni auch im finalen 23-Mann-Kader, der ab Mitte Juni 2018 an der Weltmeisterschaft in Russland teilnehmen sollte. Beim Turnier wurde Rechtsfuß in allen drei Gruppenspielen Nigerias gegen Kroatien, Island und Argentinien eingesetzt. Beim ersten Gruppenspiel gegen die Kroaten fiel Etebo unrühmlich aufgrund eines Eigentores auf. Die Nigerianer beendeten die Gruppenphase nach einem Sieg und zwei Niederlagen auf dem dritten Platz der Gruppe D.